# Róth Samu
Róth Samu (Ménhárd, 1851. december 18. – Lőcse, 1889. november 17.) tanár, a Magas-Tátra kutatója, turista, író.

## Élete
Atyja mészáros volt Ménhárdon, ahol elemi iskolai tanulmányait is végezte. Innen 1863-ban a késmárki líceumba került; itt érettségizett 1871-ben. 20 éves korában Budapesten kezdte meg egyetemi tanulmányait. A budapesti egyetemen szerzett tanári oklevelet 1874. július 26-án és már októberben a lőcsei királyi főreál gimnázium tanára lett. 1876-ban a budapesti egyetemen bölcsész doktorátust szerzett. 1877-ben házasságot köt, felesége Justus Ilona. 1885-től a lőcsei ipariskola, 1888-tól a főreáliskola igazgatója.

## Munkássága
Már 1875-ben tagja lett a Magyarországi Kárpát-egyesületnek. 1876–1889 között – 13 év alatt – főleg középiskolások számára 18 tankönyvet írt, 34 pedagógiai és 56 tudományos dolgozata, valamint számtalan hírlapi cikke jelent meg. Kimutatta a Magas-Tátra egykori jégárainak a nyomait – eredményeit publikálta. Az MKE már 1877-ben választmányi tagjai közé választotta, 1879-ben pedig az egyesületi évkönyv szerkesztőbizottsági tagja lett. 1881-től a múzeum bizottság elnöke. 1884-ben – amikor az egyesület Lőcsére került, s amikor Döller Antal augusztus 3-i visszavonulása után az egyesület ügyvivő alelnöke lett – oroszlánrészt vállalt a poprádi múzeum anyagának összegyűjtésében, a Tátra-körút kiépítésében és más közhasznú, a tátrai turistaság ügyét szolgáló alkotások létrehozásában. Nagyrészt neki köszönhető, hogy az MKE az 1885. évi országos kiállításon elismerést aratott, továbbá, hogy osztályainak száma 4-ről 12-re emelkedett, taglétszáma pedig 2400-ról 5000-re gyarapodik. Kutatóként is, szervezőként is kiemelkedő képességű és rendkívüli eredményeket elérő turista, aminek elismeréseként olajportréja a Kárpáti Múzeumba került, a Hátsó-Gerlachfalvi-csúcsot pedig róla nevezték el. Tagja volt a Szepesi Emlékkönyv szerkesztőbizottságának. Írásai a szaklapokban és az egyesület évkönyveiben jelentek meg.
Egyik úttörője volt a magyar barlangkutatásnak; a Magas-Tátrában, a Pieninekben, a Branyiszkó-hegységben és a Szepes–Gömöri-érchegységben közel 30 barlangot kutatott fel. Róth Samu 1879-ben a Haligóczi-barlang belső termében és 1879–1880-ban az óruzsini Nagy-barlangban végzett ásatást. Ez utóbbi üreget 1916-ban első ásatójáról Róth Samu-barlangra keresztelték át. Itt a jelenkori kultúrréteg alatt pleisztocén rétegeket észlelt, amelyből megpörkölt barlangimedve-csontokat és faszénmaradványokat gyűjtött, majd 1881-ben megjelent munkájában ez olvasható: „világgá bocsátom a hírt, hogy diluviális ember hazánkban is élt”. Még ugyanebben az évben id. Lóczy Lajos kétségbe vonta állítását. Sőt a későbbiekben a helyszínen egy háromtagú vizsgáló bizottság állapította meg, hogy a csontokat a „szláv időkben” pörkölték meg utólag, és a barlang nem volt az őskőkori ember tanyája. Róth Samu védte az igazát, de nem talált hitelre. 1889-ben halt meg, élete végéig hiába várva lelete elismerését.

## Válogatás munkáiból
- Fazekasboda-morágyi hegylánc (Baranyamegye) eruptiv kőzetei. A Magyar Királyi Földtani Intézet Évkönyve, 1876. (4. köt.) 3. füz. 103–128. old.
- A „Magas Tátra” gránitjai. = Die Granite der „Hohen Tátra”. A Magyarországi Kárpátegylet Évkönyve, 1876. (3. évf.) [186]–[209]. old.
- A Branyiszkó-hegység földtani és vízrajzi viszonyairól. = Die geologischen und hydrographischen Verhältnisse des Branyiszkó-Gebirges. A Magyarországi Kárpátegylet Évkönyve, 1877. (4. évf.) 152–165. old.
- Adatok némely pistazit-erek képződéséhez. Természetrajzi Füzetek, 1878. (2. évf.) 2–3. sz. 165–166, 195–196. old.
- A porácsi barlang Szepesmegyében. Természettudományi Közlöny, 1878. november. (10. köt. 111. füz.) 409–423. old.
- A porácsi barlang Szepesmegyében. Befejezés. Természettudományi Közlöny, 1878. december. (10. köt. 112. füz.) 449–456. old.
- A völgy- és tóképződés a Magas Tátrában. = Über Thal- und Seebildung in der Hohen Tátra. A Magyarországi Kárpátegylet Évkönyve, 1878. (5. évf.) 112–147. old.
- A földrajzi homologiák (Felolvastatott az október 16-iki ülésen). Földrajzi Közlemények, 1879. (7. köt.) 8. füz. 302–307. old.
- Néhány újabb elmélet a földtan köréből. Budapesti Szemle, 1880. (8. évf.) 23. köt., 45. sz. 190–208. old.
- Dr. Roth Samu észrevételei Lóczy Lajos úrnak az „ó-ruzsinai barlangok” czimű czikkem megismertetéséhez. Földtani Értesítő, 1881. (2. évf.) 5. sz. 98–100. old.
- Dr. Roth Samu tagtárs legujabb levele. Földtani Értesítő, 1881. (2. évf.) 6. sz. 120–122. old.
- Felső-Magyarország nehány barlangjának leírása. = Einige Höhlen Ober-Ungarns. A Magyarországi Kárpátegylet Évkönyve, 1881. (8. évf.) 367–398, 399–430. old.
- Az ó-ruzsini barlangok. Természettudományi Közlöny, 1881. február. (13. köt. 138. füz.) 49–65. old.
- Szepesmegye nehány barlangjának leirása. Mathematikai és Természettudományi Közlemények, 1881. (16. köt.) 1. sz. 613–648. old. és három tábla
- A tengerek eloszlásának változása. Budapesti Szemle, 1881. (9. évf.) 26. köt., 54. sz. 430–449. old.
- Az ásvány-, kőzet és földtan alapvonalai, a gymásiumok 4. oszt. számára. 2., jav. kiad. Budapest, 1882. (Középiskolai tankönyv)
- A Magas-Tátra és környéke barlangjainak leírása. = Die Höhlen der Hohen Tátra und Umgebung. A Magyarországi Kárpátegylet Évkönyve, 1882. (9. évf.) 4. sz. 309–332, 333–356. old.
- (Nehring A. a társszerzője) Nehány új adat a kárpáti morgáról. = Einige neue Daten über das Karpathen-Murmelthier. A Magyarországi Kárpátegylet Évkönyve, 1882. (9. évf.) 2. sz. 201–202, 203–205. old.
- Turmalinszikla a Felkai-völgyben. = Turmalinfels im Felker Thal. A Magyarországi Kárpátegylet Évkönyve, 1882. (9. évf.) 2. sz. 189, 194–195. old.
- A fehér gyopár (Gnaphalium Leontopodium) grániton. = Das Edelweis (Gnaphalium Leontopodium) auf Granitboden. A Magyarországi Kárpátegylet Évkönyve, 1883. (10. évf.) 4. sz. 338, 347–348. old.
- Jelentés az eperjes-tokaji hegyláncz éjszaki részében tett utazásról. Mathematikai és Természettudományi Közlemények, 1883. (18. köt.) 1. sz. 281–295. old.
- A Kárpátoknak és Németország középhegységeinek egykori jégárjairól. = Die Gletscher der Vorzeit in den Karpathen und den Mittelgebirgen Deutschlands. (Könyvismertetés, Buchbeschreibung.) A Magyarországi Kárpátegylet Évkönyve, 1883. (10. évf.) 1. sz. 86–88, 93–94. old.
- Adatok a kőszáli kecskének és a jávorszarvasnak a Szepességen való hajdani előfordulásához. Természettudományi Közlöny, 1885. december. (17. köt. 196. füz.) 505. old.
- A hajdani jégárak nyomai a Magas-Tátra déli oldalán. Mathematikai és Természettudományi Közlemények, 1886. (22. köt.) 1. sz. 1–59. old. és két tábla
- Egy kis körút a Magas-Tátrában. A Magyarországi Kárpátegyesület Évkönyve, 1886. (13. évf.) 243–245. old.
- Die Seen der Hohen Tátra. Földrajzi Közlemények, 1887. (15. köt.) Supplément 83–87.
- A Magas Tátra tavai (Felolvastatott a folyó évi október hó 27-iki ülésen). Földrajzi Közlemények, 1887. (15. köt.) 9–10. füz. 545–568. old.
- A növénytan elemei. 2., jav. kiad. Budapest, 1887. (Középiskolai tankönyv)
- A Magas-Tátra jégárairól. A magyar orvosok és természetvizsgálók nagygyűlésének munkálatai, 1888. 24. sz. 209–215. old.
- Pro domo. Turisták Lapja, 1889. október. (1. évf. 5. sz.) 185–187. old.
- A pusztai talpas-tyúk Szepesmegyében. Természettudományi Közlöny, 1889. március. (21. köt. 235. füz.) 125. old.
- Károly Lajos főherczeg és fenséges nejének, Mária Teréziának, útja a Magas-Tátrában 1889-ben. A Magyarországi Kárpátegyesület Évkönyve, 1890. (17. évf.) 1–9. old.

## Külső források
- ma7.sk
- Magyar életrajzi lexikon
- Szinnyei József: Magyar írók élete és munkái.